# Bani Huzajfa
Bani Huzajfa (arab. بني حذيفة, Banī Ḥuḏayfa; fr. Bni Hadifa) – miejscowość w północnym Maroku, w regionie Tanger-Tetuan-Al-Husajma, w prowincji Al-Husajma. W 2014 roku liczyła 2171 mieszkańców.